# 第81回菊花賞
- 菊花賞 > 第81回菊花賞
- 第80回皐月賞 > 第87回東京優駿 > 第81回菊花賞

第81回菊花賞（だい81かいきっかしょう、英:81st Kikuka-shō (Japanese St. Leger)）は2020年10月25日、京都府京都市伏見区の京都競馬場で行われた競馬のGI競走である。
コントレイルが2005年のディープインパクト（第66回菊花賞）以来、無敗でのクラシック三冠を達成した。

## 新型コロナウイルスによる影響
新型コロナウイルス (COVID19) の感染拡大の影響及び改正・新型インフルエンザ等対策特別措置法32条に基づいて日本国政府から発令された緊急事態宣言により、2月29日より取られていた無観客開催措置が、10月10日の東京・京都・新潟競馬より解除された為、本競走でも1日あたりの席数を778席 (対前年比 1.4%) に制限して一般客の入場が可能となった。
入場できるのは事前に専用サイトで指定席券を購入（抽選販売のみ。当日発売なし）した者に限られ、入場にあたってはマスク着用と指定席券が必要になる他、大きな声を出しての応援も禁止され、入場者同士の距離 を開けるなどの感染防止対策が取られた。

## 競走前の状況

### 当年の牡馬クラシック競走

#### 皐月賞
| 着順                   | 馬番 | 競走馬名       | 性齢 | 騎手               | 斤量 | タイム | 着差     | 単勝オッズ | 人気 |
| ---------------------- | ---- | -------------- | ---- | ------------------ | ---- | ------ | -------- | ---------- | ---- |
| 1着                    | 1    | コントレイル   | 牡3  | 福永祐一           | 57   | 2:00.7 |          | 002.7      | 1    |
| 2着                    | 7    | サリオス       | 牡3  | D.レーン           | 57   | 2:00.8 | 1/2馬身  | 003.8      | 3    |
| 3着                    | 16   | ガロアクリーク | 牡3  | L.ヒューイットソン | 57   | 2:01.4 | 3馬身1/2 | 041.2      | 8    |
| 天候:晴、馬場状態:稍重 |      |                |      |                    |      |        |          |            |      |

#### 東京優駿（日本ダービー）
| 着順                 | 馬番 | 競走馬名           | 性齢 | 騎手     | 斤量 | タイム | 着差     | 単勝オッズ | 人気 |
| -------------------- | ---- | ------------------ | ---- | -------- | ---- | ------ | -------- | ---------- | ---- |
| 1着                  | 5    | コントレイル       | 牡3  | 福永祐一 | 57   | 2:24.1 |          | 001.4      | 1    |
| 2着                  | 12   | サリオス           | 牡3  | D.レーン | 57   | 2:24.6 | 3馬身    | 004.4      | 2    |
| 3着                  | 6    | ヴェルトライゼンデ | 牡3  | 池添謙一 | 57   | 2:24.9 | 1馬身3/4 | 066.4      | 10   |
| 天候:曇、馬場状態:良 |      |                    |      |          |      |        |          |            |      |

### トライアル競走

#### セントライト記念
| 着順                 | 馬番 | 競走馬名       | 性齢 | 騎手     | 斤量 | タイム | 着差     | 単勝オッズ | 人気 |
| -------------------- | ---- | -------------- | ---- | -------- | ---- | ------ | -------- | ---------- | ---- |
| 1着                  | 6    | バビット       | 牡3  | 内田博幸 | 56   | 2:15.0 |          | 005.9      | 4    |
| 2着                  | 9    | サトノフラッグ | 牡3  | 戸崎圭太 | 56   | 2:15.3 | 1馬身1/2 | 003.7      | 1    |
| 3着                  | 7    | ガロアクリーク | 牡3  | 川田将雅 | 56   | 2:15.4 | 1/2馬身  | 004.4      | 2    |
|                      |      |                |      |          |      |        |          |            |      |
| 5着                  | 10   | ヴァルコス     | 牡3  | 三浦皇成 | 56   | 2:15.6 |          | 007.8      | 5    |
| 天候:晴、馬場状態:良 |      |                |      |          |      |        |          |            |      |

第74回セントライト記念（GII）は9月21日、中山競馬場芝2200メートルにて、12頭が出走し行われた競走である。単勝オッズ10倍以下に推されたのは5頭であった。弥生賞ディープインパクト記念（GII）勝利のサトノフラッグが3.7倍の1番人気、スプリングステークス（GII）勝利のガロアクリークが4.4倍の2番人気に推され、皐月賞のトライアル競走を勝利した2頭が上位を占めた。それに続いて、青葉賞（GII）及び共同通信杯（GIII）で3着となったフィリオアレグロが5.6倍の3番人気、ラジオNIKKEI賞（GIII）で重賞初勝利となったバビットが5.9倍の4番人気、加えて青葉賞でオーソリティにクビ差及ばず2着となったヴァルコスが7.8倍の5番人気が支持された。
スタートからバビットがハナに立って逃げ、1000メートルを62秒6で通過し、バビットが先頭のまま最後の直線に進入。最終コーナーでまくりにかかったサトノフラッグや、好位に位置するガロアクリークが先頭に詰め寄られるものの、バビットがもう一伸びして後方に1馬身2分の1差を広げ、2004年のコスモバルク以来の逃げ切りによるセントライト記念勝利となった。ラジオNIKKEI賞に続いて重賞2連勝、2009年勝利の父ナカヤマフェスタとともにセントライト記念史上4組目の父子制覇を達成した。騎乗した内田は、「（ラジオNIKKEI賞）がフロック気味にみられていたので、ここでどういうパフォーマンスをしてくれるか楽しみだった。（中略）（菊花賞は）折り合いがつくので、この馬のレースができれば十分にチャンスはある」と話している。日刊スポーツ新聞社の松田直樹は「打倒コントレイルにも名乗りを上げた。逃げて4連勝の勢いはもう本物」、サンケイスポーツの漆山貴禎は「どこまで行っても止まらない驚異の粘り腰（中略）今夏最大の上がり馬が、ラスト1冠でも大仕事をやってのけるかもしれない」と表現した。
上位3頭（バビット・サトノフラッグ・ガロアクリーク）に菊花賞の優先出走権が与えられた。

#### 神戸新聞杯
| 着順                 | 馬番 | 競走馬名           | 性齢 | 騎手       | 斤量 | タイム | 着差    | 単勝オッズ | 人気 |
| -------------------- | ---- | ------------------ | ---- | ---------- | ---- | ------ | ------- | ---------- | ---- |
| 1着                  | 2    | コントレイル       | 牡3  | 福永祐一   | 56   | 2:12.5 |         | 001.1      | 1    |
| 2着                  | 18   | ヴェルトライゼンデ | 牡3  | 池添謙一   | 56   | 2:12.8 | 2馬身   | 020.3      | 3    |
| 3着                  | 5    | ロバートソンキー   | 牡3  | 伊藤工真   | 56   | 2:12.8 | クビ    | 112.7      | 14   |
| 4着                  | 11   | ディープボンド     | 牡3  | 和田竜二   | 56   | 2:13.0 | 1馬身   | 023.5      | 4    |
| 5着                  | 13   | ターキッシュパレス | 牡3  | 富田暁     | 56   | 2:13.1 | 3/4馬身 | 191.0      | 17   |
|                      |      |                    |      |            |      |        |         |            |      |
| 7着                  | 4    | レクセランス       | 牡3  | 松山弘平   | 56   | 2:13.4 |         | 102.8      | 13   |
|                      |      |                    |      |            |      |        |         |            |      |
| 9着                  | 6    | マンオブスピリット | 牡3  | M.デムーロ | 56   | 2:13.5 |         | 055.1      | 9    |
|                      |      |                    |      |            |      |        |         |            |      |
| 11着                 | 3    | ビターエンダー     | 牡3  | 吉田隼人   | 56   | 2:13.7 |         | 039.4      | 6    |
| 天候:晴、馬場状態:良 |      |                    |      |            |      |        |         |            |      |

第68回神戸新聞杯（GII）は9月27日、中京競馬場芝2200メートルにて、18頭が出走し行われた競走である。無敗の二冠馬コントレイルが単勝オッズ1.1倍の1番人気であった。単勝支持率は、レース史上最高の2005年（第53回神戸新聞杯）ディープインパクトの支持率、78.5パーセントに次いで2番目となる72.6パーセントを記録した。続く2番人気には、1勝クラスの葉牡丹賞で2歳芝2000メートルのJRAレコードで勝利したのち、骨折で休養し10ヶ月ぶりの復帰戦となった無敗のグランデマーレが、19.9倍の支持となった。それ以下は20倍台のヴェルトライゼンデ、ディープボンド、マイラプソディが5番人気までに収まった。
スタートからパンサラッサが抜け出し、強い向かい風の中逃げの手を打つ。グランデマーレが2番手、コントレイルは中団につけ、ヴェルトライゼンデは後方に位置した。1000メートルを59.9秒で通過し、パンサラッサが先頭のまま最後の直線に進入。まず好位にいたディープボンドが抜け出しを図る。しかし、抜け出したことで空いたスペースを中団にいたコントレイルが用い、加速し先頭に進出。後続と差を広げ、「"持ったまま"の手応え」（優駿）「ノーステッキでの大楽勝」（週刊Gallop）で先頭のまま入線。後方から追い上げたヴェルトライゼンデは外から末脚を見せたが、コントレイルには敵わず、内で2番手に抜け出していたロバートソンキーをクビ差ばかり捕らえたのみで2番手での入線となった。2番人気のグランデマーレは直線で失速しブービー賞17着、5番人気のマイラプソディは競走中に鼻出血を発症し最下位に沈んだ。
神戸新聞杯におけるレース全体の売上は83億9513万7500円。これはサートゥルナーリアが優勝した前年に比べて 190.5パーセントの大幅な売上増であり、コントレイルの父でるディープインパクトが制した2005年の売り上げを約79億6000万円を上回る、神戸新聞杯売上のレコードをマークした。また、当日のWIN5（5重勝単勝式）の売り上げは10億908万300円となり、2012年12月23日以来となるWIN5売り上げ10億円超えを記録した。圧倒的人気のコントレイルがいたため、指定レースの1つを1頭に絞れたことが影響したと考察されている。
柴田政人は「『強い』以外の言葉が見当たらない、圧倒的なパフォーマンスだった。」と表現。菊花賞について、好位や中団でも競馬ができることや折り合いがスムーズであることから「心配無用」「視界は良好」と評した。
上位3頭（コントレイル、ヴェルトライゼンデ、ロバートソンキー）に菊花賞への優先出走権が与えられた。

### 出走馬
菊花賞への特別登録の段階では、出走可能頭数18頭を超える29頭が出馬投票を行った。その中からトライアル競走で得た優先出走権を行使し出走したのは、セントライト記念 (GII) からバビット、サトノフラッグ、ガロアクリーク。神戸新聞杯からはコントレイル、ヴェルトライゼンデ、ロバートソンキー。なおロバートソンキーは、3歳馬5大特別競走（クラシック競走）の出馬登録を第1回は行っていたものの、デビュー後11か月の長期休養し、第2回の登録を見送った。そのため、追加登録料200万円を支払った上での出走となる。その他の馬は通算収得賞金順により出走が決定した。重賞勝利経験馬では、京都新聞杯（GII）勝利のディープボンド、毎日杯 (GIII) 勝利のサトノインプレッサ、札幌2歳ステークス (GIII) 勝利のブラックホール、北海道2歳優駿 (JpnIII) 勝利のキメラヴェリテが名を連ねた。リステッド競走勝利経験馬は、プリンシパルステークス勝利のビターエンダー、すみれステークス勝利のレクセランスが出走。以下、京都新聞杯2着のマンオブスピリット、青葉賞2着のヴァルコスが出走。収得賞金1500万円は6頭で、そのうち出走可能な4頭を決める抽選が行われた。結果、1勝クラス2勝クラスと連勝中であったアリストテレス、ダノングロワール、ディアマンミノルの3頭に加え、ターキッシュパレスの出走が実現した。

#### 除外
先述の収得賞金1500万円の抽選で落選したのはココロノトウダイとアンティシペイト。収得賞金1000万円以下は、サトノゴールドをはじめ9頭で、すべて競走除外となった。

#### 主な回避馬
- 京都2歳ステークス (GIII) を勝利したマイラプソディは、神戸新聞杯にて競走中に鼻出血を発症[45]。「鼻出血による出走制限」が適用され、10月27日まで出走することができなくなった[17][46]。
- 皐月賞、東京優駿で2着となったサリオスは、10月11日の毎日王冠 (GII) を選択し[47]、古馬相手に勝利を果たした[48]。

### 天候
| 京都市の天気、降水量、平均気温 | 京都市の天気、降水量、平均気温 | 京都市の天気、降水量、平均気温 | 京都市の天気、降水量、平均気温 | 京都市の天気、降水量、平均気温 | 京都市の天気、降水量、平均気温 | 京都市の天気、降水量、平均気温 | 京都市の天気、降水量、平均気温 | 京都市の天気、降水量、平均気温 | 京都市の天気、降水量、平均気温 |
| 2020年10月                     | 太秦S 17日 (土)                | 第25回秋華賞 18日 (日)         | 19日 （月）                    | 20日 （火）                    | 21日 （水）                    | 22日 （木）                    | 23日 （金）                    | 室町S 24日 (土)                | 出走当日 25日 (日)             |
| ------------------------------ | ------------------------------ | ------------------------------ | ------------------------------ | ------------------------------ | ------------------------------ | ------------------------------ | ------------------------------ | ------------------------------ | ------------------------------ |
| 9時                            | 雨                             | 曇                             | 雨                             | 晴                             | 晴                             | 曇                             | 雨                             | 晴                             | 晴                             |
| 12時                           | 雨                             | 曇                             | 曇                             | 晴                             | 晴                             | 曇                             | 雨                             | 晴                             | 晴                             |
| 15時                           | 雨                             | 晴                             | 曇                             | 晴                             | 晴                             | 雨                             | 晴                             | 晴                             | 晴                             |
| 合計降水量 (mm)                | 26.0                           | -                              | 0.0                            | -                              | -                              | 4.0                            | 35.5                           | -                              | -                              |
| 京都競馬場の降水量（mm）       | 21.0                           | -                              | 0.5                            | -                              | -                              | 1.5                            | 28.0                           | -                              | -                              |
| 平均気温 （℃）                 | 13.3                           | 14.2                           | 14.4                           | 16.3                           | 17.7                           | 19.1                           | 17.5                           | 15.2                           | 14.0                           |

### 馬場状態
京都競馬場の開催は2020年4回目の開催で、全8日の消化後に行われる改修工事のために2023年3月まで開催を休止することとなっている。デアリングタクトが無敗での牝馬三冠を達成した、開催4日目の第25回秋華賞は「稍重」で行われた。開催は6日目、菊花賞が行われる芝コースは内柵を最も内に設置する「Aコース」を使用した。
デイリースポーツによると「雨が続いたこともあり、馬場の内ラチ沿いは傷みが目立っている」、スポーツニッポンによると「降雨での競馬の影響により、芝は向正面から3角（第3コーナー）にかけて傷みが進んだ。」と表現し、「時計がかかる」と分析している。競走前々日の金曜日時点で、含水率は、ゴール前14.3パーセント、第4コーナーで13.7パーセント。芝のクッション値は7.0で「軟らかめ」と判定された。秋華賞が行われた日曜日から水曜日にかけて、生育管理のための散水が実施され、火曜日から水曜日まで芝刈りが行われた。芝の草丈は、野芝10 - 12センチ、洋芝は14 - 18センチに設定された。

## 出馬表と枠順
2020年10月25日 第4回京都競馬第6日目第11競走
芝3000メートル（外回り、Aコース）、天気:晴、馬場状態:良、発走時刻:15時40分
| 枠番 | 馬番 | 競走馬名           | 競走馬名           | 性齢 | 騎手       | 斤量 [kg] | 調教師 | 調教師     | 単勝人気 | 単勝人気 | 馬体重 [kg] |
| 枠番 | 馬番 | 競走馬名           | 競走馬名           | 性齢 | 騎手       | 斤量 [kg] | 所属   | 氏名       | オッズ   | 人気     | 馬体重 [kg] |
| ---- | ---- | ------------------ | ------------------ | ---- | ---------- | --------- | ------ | ---------- | -------- | -------- | ----------- |
| 1    | 1    | ディアマンミノル   | ディアマンミノル   | 牡3  | 幸英明     | 57        | 栗東   | 本田優     | 109.9    | 12       | 458         |
| 1    | 2    | ガロアクリーク     | ガロアクリーク     | 牡3  | 川田将雅   | 57        | 美浦   | 上原博之   | 082.5    | 10       | 498         |
| 2    | 3    | コントレイル       | コントレイル       | 牡3  | 福永祐一   | 57        | 栗東   | 矢作芳人   | 001.1    | 1        | 458         |
| 2    | 4    | マンオブスピリット | マンオブスピリット | 牡3  | M.デムーロ | 57        | 栗東   | 斉藤崇史   | 116.6    | 13       | 488         |
| 3    | 5    | サトノインプレッサ | サトノインプレッサ | 牡3  | 坂井瑠星   | 57        | 栗東   | 矢作芳人   | 096.9    | 11       | 484         |
| 3    | 6    | ヴェルトライゼンデ | ヴェルトライゼンデ | 牡3  | 池添謙一   | 57        | 栗東   | 池江泰寿   | 010.3    | 2        | 488         |
| 4    | 7    | ダノングロワール   | ダノングロワール   | 牡3  | 北村友一   | 57        | 美浦   | 国枝栄     | 064.2    | 8        | 488         |
| 4    | 8    | ディープボンド     | ディープボンド     | 牡3  | 和田竜二   | 57        | 栗東   | 大久保龍志 | 051.6    | 7        | 484         |
| 5    | 9    | アリストテレス     | アリストテレス     | 牡3  | C.ルメール | 57        | 栗東   | 音無秀孝   | 023.0    | 4        | 474         |
| 5    | 10   | サトノフラッグ     | サトノフラッグ     | 牡3  | 戸崎圭太   | 57        | 美浦   | 国枝栄     | 034.9    | 5        | 490         |
| 6    | 11   | バビット           | バビット           | 牡3  | 内田博幸   | 57        | 栗東   | 浜田多実雄 | 012.5    | 3        | 450         |
| 6    | 12   | レクセランス       | レクセランス       | 牡3  | 松山弘平   | 57        | 栗東   | 池添学     | 140.6    | 15       | 480         |
| 7    | 13   | ロバートソンキー   | ロバートソンキー   | 牡3  | 伊藤工真   | 57        | 美浦   | 林徹       | 076.7    | 9        | 470         |
| 7    | 14   | ヴァルコス         | ヴァルコス         | 牡3  | 岩田康誠   | 57        | 栗東   | 友道康夫   | 042.2    | 6        | 502         |
| 7    | 15   | ブラックホール     | ブラックホール     | 牡3  | 藤岡佑介   | 57        | 美浦   | 相沢郁     | 116.8    | 14       | 436         |
| 8    | 16   | (外)               | ターキッシュパレス | 牡3  | 富田暁     | 57        | 栗東   | 昆貢       | 254.4    | 16       | 472         |
| 8    | 17   | キメラヴェリテ     | キメラヴェリテ     | 牡3  | 松若風馬   | 57        | 栗東   | 中竹和也   | 324.0    | 18       | 540         |
| 8    | 18   | ビターエンダー     | ビターエンダー     | 牡3  | 津村明秀   | 57        | 美浦   | 相沢郁     | 302.1    | 17       | 476         |

無敗で二冠を達成したコントレイルは、2枠3番。優勝最多タイの8勝を挙げている枠に収まり、矢作は「物理的に（最初の）コーナーが近いので、内枠が有利なのは間違いない」とした。競走前日には単勝支持率82.5パーセントに達するなど人気を集め、最終的に、単勝オッズ1.1倍の1番人気に推された。ヴェルトライゼンデは3枠6番、担当の調教助手は「いい枠」とし、池添も『真ん中より少し内の枠が理想』と話していたと語った。単勝オッズ10.3倍の2番人気に推された。1987年以降勝ち馬がいない6枠11番にはバビット、浜田は「できれば内の方がよかったな...ぐらいで、どこでも問題ない」とした。12.5倍の3番人気に推された。抽選を突破した5枠9番のアリストテレスが、23.0倍の4番人気で、以降サトノフラッグ、ヴァルコス、ディープボンド、ダノングロワール、ロバートソンキー、ガロアクリークと続き、11番人気のサトノインプレッサ（96.9倍）までが、単勝オッズ100倍以内であった。
7枠14番のヴァルコスは、三浦皇成が騎乗する予定であった。しかし、病気（急性虫垂炎）のために24日（土曜日）、25日（日曜日）の騎乗を取りやめ、岩田康誠に乗り替わり。7枠13番のロバートソンキーに騎乗する伊藤工真は、7年ぶり3回目の平地GI競走騎乗で、クラシック競走初騎乗。また、8枠16番のターキッシュパレスに騎乗する富田暁は、デビュー4年目にしてGI初騎乗となった。

## 競走結果

### 着順
以下の内容は、netkeiba.comの情報に基づく。
| 着順 | 枠番 | 馬番 | 競走馬名           | 騎手       | 斤量 | タイム | 着差     | 上がり3F | 単勝オッズ | 人気 | レーティング |
| ---- | ---- | ---- | ------------------ | ---------- | ---- | ------ | -------- | -------- | ---------- | ---- | ------------ |
| 1    | 2    | 3    | コントレイル       | 福永祐一   | 57   | 3:05.5 |          | 35.2     | 001.1      | 1    | 118          |
| 2    | 5    | 9    | アリストテレス     | C.ルメール | 57   | 3:05.5 | クビ     | 35.1     | 023.0      | 4    | 117          |
| 3    | 5    | 10   | サトノフラッグ     | 戸崎圭太   | 57   | 3:06.1 | 3馬身1/2 | 35.2     | 034.9      | 5    | 113          |
| 4    | 4    | 8    | ディープボンド     | 和田竜二   | 57   | 3:06.2 | クビ     | 36.1     | 051.6      | 7    | 113          |
| 5    | 7    | 15   | ブラックホール     | 藤岡佑介   | 57   | 3:06.2 | クビ     | 35.4     | 116.8      | 14   | 113          |
| 6    | 7    | 13   | ロバートソンキー   | 伊藤工真   | 57   | 3:06.6 | 2馬身    | 35.6     | 076.7      | 9    | 111          |
| 7    | 3    | 6    | ヴェルトライゼンデ | 池添謙一   | 57   | 3:06.9 | 2馬身    | 36.3     | 010.3      | 2    | 109          |
| 8    | 7    | 14   | ヴァルコス         | 岩田康誠   | 57   | 3:07.1 | 1馬身1/4 | 36.5     | 042.2      | 6    | 108          |
| 9    | 1    | 2    | ガロアクリーク     | 川田将雅   | 57   | 3:07.5 | 2馬身1/2 | 37.4     | 082.5      | 10   | 105          |
| 10   | 6    | 11   | バビット           | 内田博幸   | 57   | 3:07.6 | クビ     | 37.7     | 012.5      | 3    | 105          |
| 11   | 2    | 4    | マンオブスピリット | M.デムーロ | 57   | 3:07.6 | クビ     | 36.9     | 116.6      | 13   | 105          |
| 12   | 3    | 5    | サトノインプレッサ | 坂井瑠星   | 57   | 3:07.8 | 1馬身    | 37.2     | 096.9      | 11   | 104          |
| 13   | 1    | 1    | ディアマンミノル   | 幸英明     | 57   | 3:07.9 | 1/2馬身  | 37.1     | 109.9      | 12   | 103          |
| 14   | 8    | 16   | ターキッシュパレス | 富田暁     | 57   | 3:07.9 | クビ     | 36.6     | 254.4      | 16   | 103          |
| 15   | 4    | 7    | ダノングロワール   | 北村友一   | 57   | 3:08.5 | 3馬身1/2 | 38.1     | 064.2      | 8    | 099          |
| 16   | 6    | 12   | レクセランス       | 松山弘平   | 57   | 3:09.2 | 4馬身    | 38.4     | 140.6      | 15   | 095          |
| 17   | 8    | 18   | ビターエンダー     | 津村明秀   | 57   | 3:09.4 | 1馬身1/4 | 38.3     | 302.1      | 17   | 094          |
| 18   | 8    | 17   | キメラヴェリテ     | 松若風馬   | 57   | 3:11.7 | 大差     | 41.8     | 324.0      | 18   | 080          |

### 競走に関するデータ
| ハロンタイム        | 12.8 - 11.9 - 12.1 - 13.3 - 12.1 - 11.9 - 13.1 - 12.4 - 12.5 - 12.7 - 12.9 - 12.2 - 11.8 - 11.6 - 12.2 |
| 1000m通過タイム     | 62.2秒（キメラヴェリテ）                                                                               |
| 上がり4ハロン       | 47.8秒                                                                                                 |
| 上がり3ハロン       | 35.6秒                                                                                                 |
| 優勝馬上がり3ハロン | 35.2秒                                                                                                 |
| 上がり3ハロン最速   | 35.1秒（アリストテレス）                                                                               |

## 配当

### 払戻
|        | 馬番   | 配当   | 人気     | 的中票数     | 投票数       | 売得金           |
| ------ | ------ | ------ | -------- | ------------ | ------------ | ---------------- |
| 単勝   | 3      | 0110円 | 01番人気 | 0625万8900票 | 0905万5887票 | 09億0558万8700円 |
| 複勝   | 3      | 0110円 | 01番人気 | 1825万3573票 | 2301万5012票 | 23億0150万1200円 |
| 複勝   | 9      | 0350円 | 04番人気 | 0039万4555票 | 2301万5012票 | 23億0150万1200円 |
| 複勝   | 10     | 0360円 | 06番人気 | 0036万9123票 | 2301万5012票 | 23億0150万1200円 |
| 枠連   | 2-5    | 0510円 | 02番人気 | 0068万5189票 | 0451万9313票 | 04億5193万1300円 |
| 馬連   | 3-9    | 0910円 | 03番人気 | 0146万2614票 | 1729万2941票 | 17億2929万4100円 |
| ワイド | 3-9    | 0530円 | 03番人気 | 0086万0982票 | 1704万1790票 | 17億0417万9000円 |
| ワイド | 3-10   | 0550円 | 04番人気 | 0082万5364票 | 1704万1790票 | 17億0417万9000円 |
| ワイド | 9-10   | 2780円 | 24番人気 | 0014万5199票 | 1704万1790票 | 17億0417万9000円 |
| 馬単   | 3-9    | 1010円 | 03番人気 | 0104万4859票 | 1409万1045票 | 14億0910万4500円 |
| 3連複  | 3-9-1  | 3810円 | 10番人気 | 0070万4939票 | 3587万9177票 | 35億8791万7700円 |
| 3連単  | 3-9-10 | 8740円 | 21番人気 | 0075万8380票 | 9150万5122票 | 91億5051万2200円 |

菊花賞の売上は212億4002万8700円。ワールドプレミアが勝利した前回、2019年（第80回菊花賞）に比べて30.4パーセント増加となった。またレース当日の京都競馬場総入場者数は前年の1.8パーセントとなる1018人（うち有料入場人員698人）であった。

### 当日のWIN5（5重勝単勝式）
| 対象順          | 1                              | 2                              | 3                           | 4                       | 5                         |
| --------------- | ------------------------------ | ------------------------------ | --------------------------- | ----------------------- | ------------------------- |
| 競走順          | 東京第10競走                   | 京都第10競走                   | 新潟第11競走                | 東京第11競走            | 京都第11競走              |
| 競走名          | 甲斐路S                        | 桂川S                          | ルミエールAD （L）          | ブラジルC （L）         | 菊花賞 （GI）             |
| 条件            | 芝2000m 3勝クラス （1600万下） | 芝1200m 3勝クラス （1600万下） | 芝1000m直線 オープン        | ダート2100m オープン    | 芝外3000m オープン        |
| 単勝人気        | 1番人気                        | 6番人気                        | 2番人気                     | 2番人気                 | 1番人気                   |
| 勝利馬 （鞍上） | レッドアステル （北村宏司）    | コンパウンダー （武豊）        | ヒロイックアゲン （荻野極） | ハヤヤッコ （田辺裕信） | コントレイル （福永祐一） |
| 馬番            | 7                              | 18                             | 18                          | 1                       | 2                         |
| 残票数          | 4,699,494票                    | 435,312票                      | 79,131票                    | 10,505票                | 8,777票                   |

的中票数は8,777票。払戻金は84,020円であった。京都第10競走の桂川ステークスにて、1頭競走除外となったため、13万2020票が返還となった。売得金は10億5357万4100円。売上が10億円を超えたのは、前述の第68回神戸新聞杯以来で、デイリースポーツによると「いずれも指定レースの一つ（菊花賞）を1頭に絞れる安心感が、ファンの購入意欲をくすぐった」と分析している。

## 達成された記録

### コントレイル

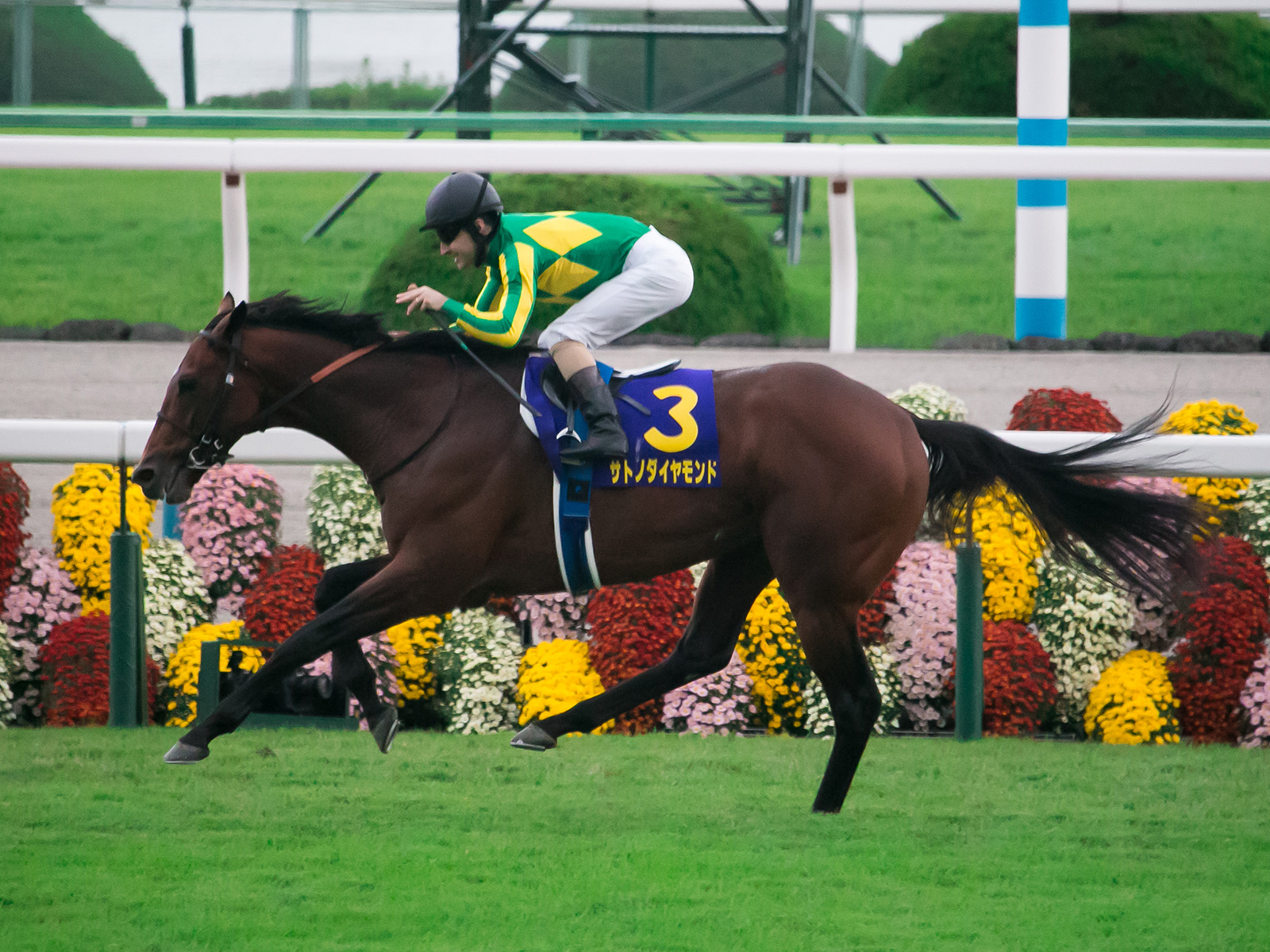
サトノダイヤモンド（2016年菊花賞）

- 中央競馬史上3頭目で、父のディープインパクト以来15年ぶりの「無敗の三冠馬」[83]。父子二代（ディープインパクト - コントレイル）及び青鹿毛による三冠制覇は史上初のことである[83][84]。
  - JRA-GIは、2020年の第87回東京優駿（日本ダービー）に続いて4勝目。JRA重賞は2020年の第68回神戸新聞杯に続いて6勝目[83]。
  - 単勝1番人気の支持を受けて勝利したのは、2017年の第78回菊花賞で優勝したキセキ以来3年ぶり、通算30勝目[83]。
  - 無敗で菊花賞制覇はクリフジ・シンボリルドルフ・ディープインパクトに次ぐ4頭目
    - 無敗のままGⅠ4勝は、シンボリルドルフ・ミホノブルボン・ディープインパクト・デアリングタクトを超えてJRA歴代最多[85]

  - 栗東トレーニングセンター所属は2019年のワールドプレミアに続いて2年連続勝利[83]。全81回のうち、関西馬46勝を挙げている[83]。
  - 馬番「3」からの発走で勝利を挙げたのは、2016年のサトノダイヤモンド以来4年ぶり、通算11勝目[83]。
  - 神戸新聞杯勝利の後、菊花賞を制したのは、2016年のサトノダイヤモンド以来4年ぶり、通算13頭目[84]。

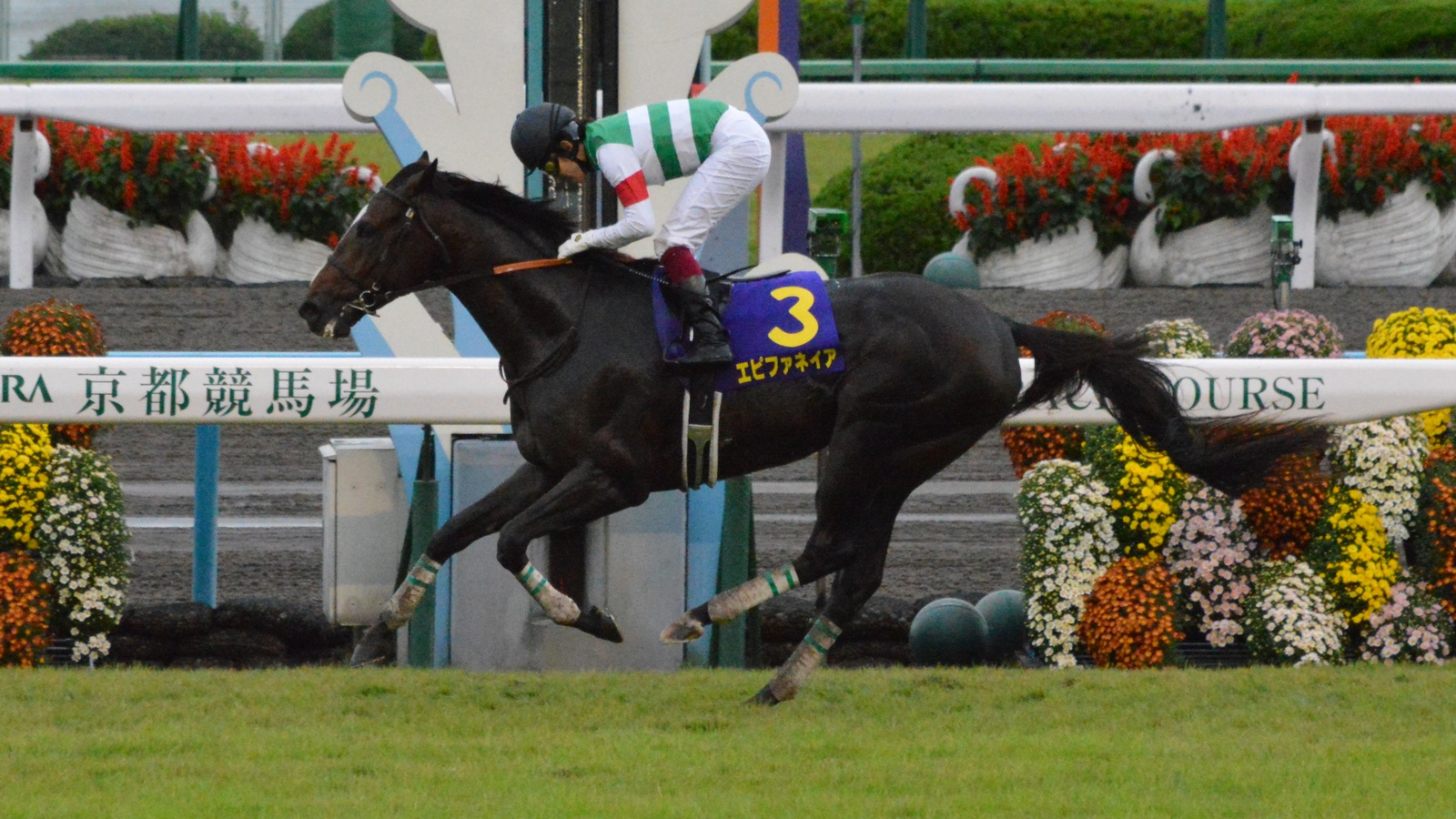
エピファネイア（2013年菊花賞）

- 騎乗した福永祐一は、2013年のエピファネイア以来7年ぶりの菊花賞勝利で通算2勝目[83]。
  - JRA-GIは、コントレイルの二冠目である第87回東京優駿（日本ダービー）以来、2020年3勝目、通算28勝目[83]。JRA重賞は菊花賞前日の富士ステークス（GII）、ヴァンドギャルドでの勝利で、2020年7勝目、通算45勝目[83]。JRA通算2540勝目。
- 調教師である矢作芳人は、7頭目の菊花賞出走で初勝利[83]。
  - JRA-GIは、第87回東京優駿（日本ダービー）以来、2020年4勝目、通算13勝目[83]。JRA重賞は、2020年の第68回神戸新聞杯以来、2020年7勝目、通算45勝目[83]。
- 所有する前田晋二は、3頭目の所有馬出走で初勝利[84]。
  - JRA-GIは、三冠達成のみで2020年3勝目、通算7勝目。JRA重賞は、コントレイルの4勝にディープボンドの京都新聞杯を加えて2020年5勝目、通算27勝目[84]。

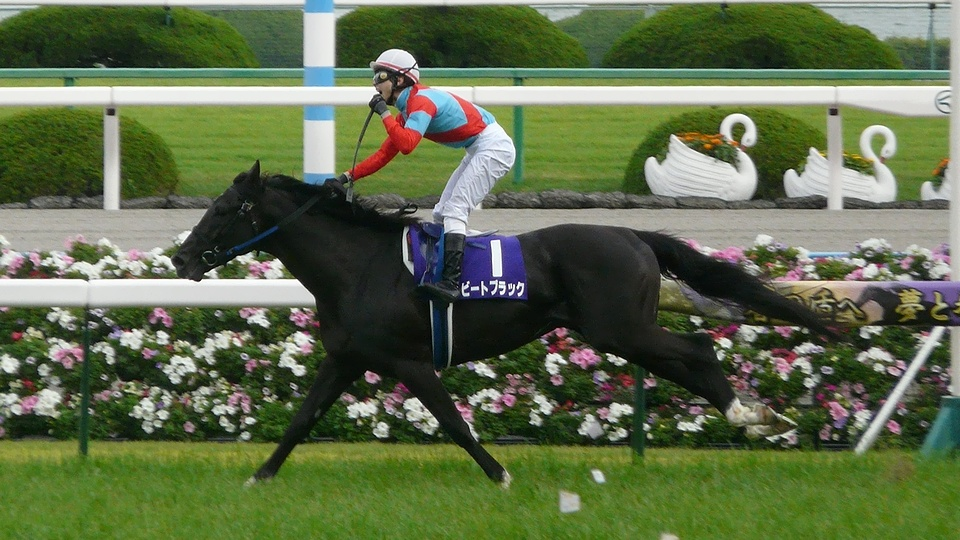
ビートブラック（2012年天皇賞（春））

- 生産したノースヒルズは、今回出走した2頭（キメラヴェリテ、コントレイル）を含め、10頭の生産馬出走で初勝利[84]。これまでは2010年にビートブラックで3着が最高着順であった[84]。
  - JRA-GIは、三冠達成のみで2020年3勝目、通算18勝目[84]。
- ディープインパクト産駒は、2018年のフィエールマン、2019年のワールドプレミアに続いて3年連続、通算4勝目[83]。
  - JRA-GIは、2020年のスプリンターズステークス、グランアレグリアの勝利以来、2020年6勝目。通算58勝目[83]。JRA重賞は、富士ステークスのヴァンドギャルドに続いて二日連続勝利で2020年26勝目、通算242勝目[83]。

## テレビ・ラジオ中継
本レースのテレビ・ラジオ放送の実況担当者は、以下の通り。
- 日本放送協会（NHK）：稲垣秀人（大津放送局）
- ラジオNIKKEI：小塚歩（東京本社スポーツ情報部）
- 関西テレビ（フジテレビ系列）：川島壮雄（編成局アナウンス部）
  - 解説：高橋賢司（競馬エイト・トラックマン）、岡部幸雄（元JRA騎手）
  - 勝利ジョッキーインタビュー：吉原功兼
- ニッポン放送：清水久嗣
- ラジオ日本：細淵武揚
- TBSラジオ：小笠原亘（エキスパート部次長）